# Wallworkodes carinatus
Wallworkodes carinatus är en kvalsterart som först beskrevs av Wallwork 1977.  Wallworkodes carinatus ingår i släktet Wallworkodes och familjen Tetracondylidae. Inga underarter finns listade i Catalogue of Life.